# Henryk de Fiumel

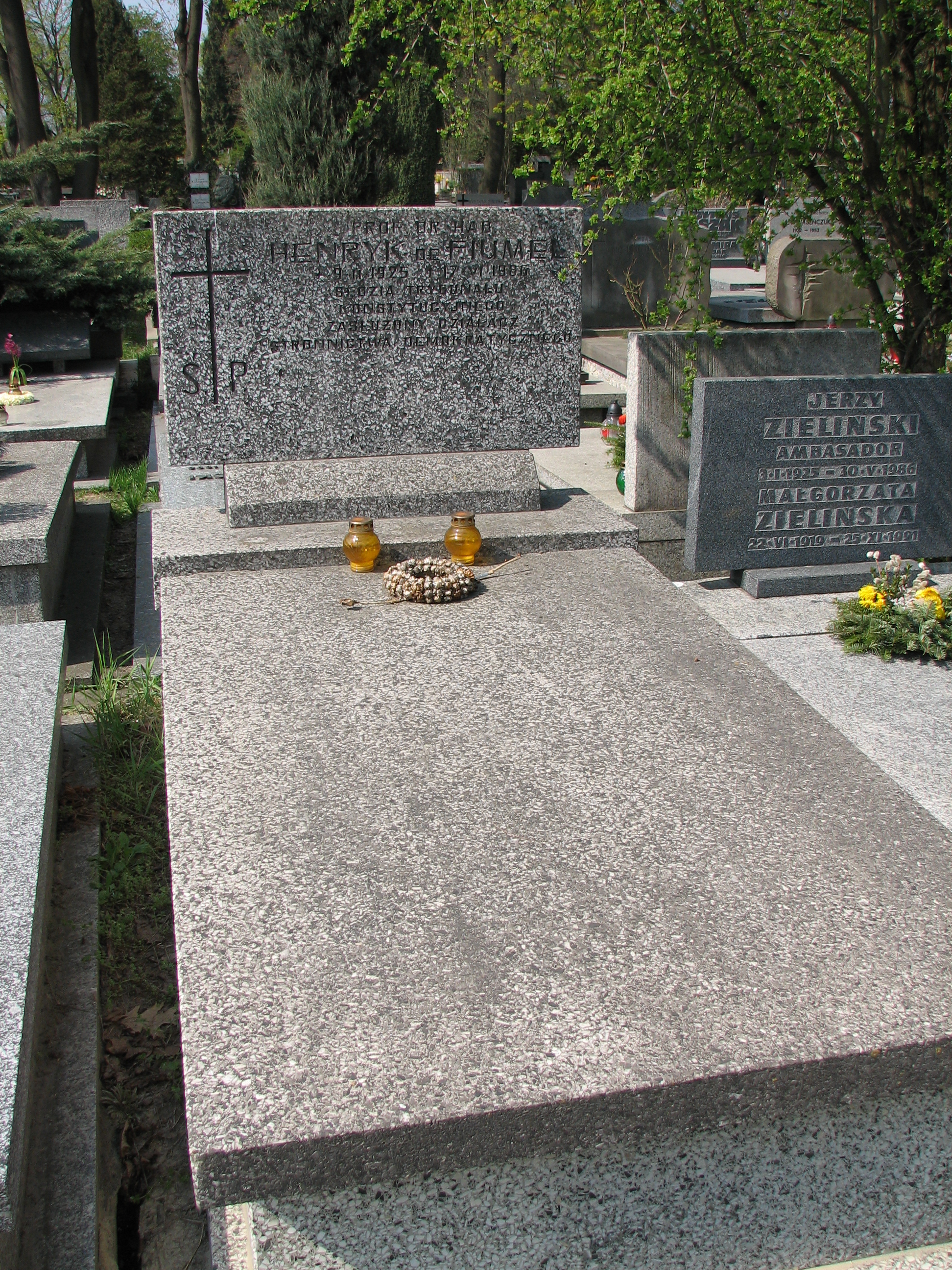
Grób Henryka de Fiumela

Henryk de Fiumel (ur. 9 lutego 1925 w Chełmie, zm. 17 czerwca 1986) – polski profesor prawa międzynarodowego, poseł na Sejm PRL VI kadencji.

## Życiorys
Po uzyskaniu matury w Liceum im. Stefana Batorego studiował na Wydziale Prawa Uniwersytetu Warszawskiego, który ukończył w 1949. Pracował naukowo na Wydziale Prawa UW do 1970, a następnie w Instytucie Państwa i Prawa Polskiej Akademii Nauk. W 1960 uzyskał stopień doktora nauk prawnych, w 1967 doktora habilitowanego, a w 1981 tytuł profesora.
Udzielał się politycznie. Był wiceprzewodniczącym Wojewódzkiej Rady Narodowej w Warszawie oraz posłem na Sejm PRL VI kadencji (w latach 1972–1976) z ramienia Stronnictwa Demokratycznego. W 1985 został sędzią Trybunału Konstytucyjnego. Pełnił tę funkcję do śmierci. Jest pochowany na Cmentarzu Wojskowym na Powązkach (kwatera 39C-6-7).

## Wybrane publikacje
- Rada Wzajemnej Pomocy Gospodarczej; studium prawnomiędzynarodowe, Warszawa 1967
- Problemy odpowiedzialności majątkowej państw RWPG (red.), Wrocław 1975
- Prawnomiędzynarodowa odpowiedzialność majątkowa państw, Wrocław 1979

## Odznaczenia
- Krzyż Komandorski Orderu Odrodzenia Polski
- Krzyż Kawalerski Orderu Odrodzenia Polski
- Złoty Krzyż Zasługi
- Srebrny Krzyż Zasługi
- Odznaka 1000-lecia Państwa Polskiego
- Złota Odznaka „Za zasługi dla województwa warszawskiego”